# NGC 3432
NGC 3432 (другие обозначения — UGC 5986, MCG 6-24-28, ZWG 184.30, ARP 206, VV 11, KUG 1049+368, PGC 32643) — галактика в созвездии Малый Лев.
Этот объект входит в число перечисленных в оригинальной редакции «Нового общего каталога».
В галактике вспыхнула сверхновая SN 2000ch типа IIn, её пиковая видимая звездная величина составила 17,4.
Галактика взаимодействует с находящейся рядом карликовой галактикой UGC 5983. 